# Chlorid osmitý
Chlorid osmitý je anorganická sloučenina s chemickým vzorcem OsCl3.

## Příprava
Chlorid osmitý lze připravit z prvků:
2 Os + 3 Cl2 → 2 OsCl3
Lze jej také připravit zahřátím chloridu osmičitého:
2 OsCl4 → 2 OsCl3 + Cl2
Čistý chlorid osmitý lze připravit připravit rozkladem hexachloroosmičitanu amonného ((NH4)2(OsCl6)) v proudu chloru.

## Vlastnosti
Chlorid osmitý tvoří hygroskopické černohnědé krystaly, které jsou snadno rozpustné ve vodě. Také tvoří černý krystalický trihydrát (OsCl3·3H2O). Při teplotě 500 °C ve vakuu se disproporcionuje:
2 OsCl3 → OsCl4 + OsCl2

## Využití
Hydrát je využíván jako prekurzor při výrobě některých komplexních sloučenin.